# Смерчі
«Смерчі» (англ. Twisters) — американський фільм-катастрофа режисера Лі Айзека Чуна. Сиквел фільму «Смерч» 1996 року. Реліз намічений на 19 липня 2024.

## Сюжет
У центрі сюжету дочка героїв оригінального фільму — Джо (Гелен Гант) та Білла (Білл Пекстон), яка, як і її батьки, стала мисливцем за торнадо.

## У ролях
| Актор             | Роль         |
| ----------------- | ------------ |
| Дейзі Едгар-Джонс | Кейт Картер  |
| Ґлен Пауелл       | Тайлер Овенс |
| Ентоні Рамос      | Хаві         |
| Брендон Переа     | Бун          |
| Деріл МакКормак   | Джеб         |
| Мойра Тірні       | Кеті         |
| Саша Лейн         | Лілі         |
| Кірнан Шипка      | Едді         |
| Девід Коренсвет   | Скотт        |
| Кеті О'Браян      | Денні        |

### Український дубляж
Режисер дубляжу – Катерина Брайковська, звукорежисер – Андрій Желуденко, переклад – Леся Запісочна, координатор проєкту – Юлія Кузьменко.
- Кейт – Анна Чиж,
- Тайлер – Денис Жупник,
- Хаві – Володимир Гурін,
- Бун – Андрій Соболєв,
- Джеб – Олександр Погребняк,
- Бен – Дмитро Вікулов,
- Лілі – Катерина Качан,
- Скотт – Євген Лісничий,
- Денні – Катерина Брайковська,
- Едді – Єлизавета Зіновенко,
- Декстер – Володимир Кокотунов.

## Виробництво
У червні 2020 року було оголошено, що ремейк фільму Яна де Бонта перебуває у розробці міжнародного дистриб'ютора оригінального фільму Universal Pictures. Серед претендентів на місце режисера називався Джозеф Косінскі. Френк Маршалл та Сара Скотт мали стати продюсерами проєкту. У червні 2021 року Гелен Гант висловила зацікавленість у розробці продовження оригінального фільму. Студія відхилила плани Гант щодо написання та постановки сценарію через те, що її персонаж, за ідеєю актриси, буде вбитий у новому фільмі.
У жовтні 2022 року Universal Pictures оголосила про створення сиквела «Смерча», а куруватиме проєкт Стівен Спілберг. 15 грудня був призначений режисер фільму — Лі Айзек Чун, який зняв «Мінарі». Як повідомляється, він вів переговори особисто із Маршаллом. Новий можливий варіант назви — «Смерчі», що передбачає збільшення числа ураганів у кадрі. Проєкт буде спільним продуктом Universal, Amblin Entertainment та Warner Bros. Pictures.